# Alojz Kraigher
Alojz Kraigher [krájger], slovenski pisatelj, zdravnik, * 22. april 1877, Postojna, † 25. februar 1959, Ljubljana.

## Življenjepis
Rodil se je v trgovski družini. Osnovno šolo je obiskoval v Postojni, nato pa je imel približno eno leto domačega učitelja pesnika Frana Gestrina, ker je bil bolj slaboten fant in ga oče zaradi tega ni želel takoj dati v mesto v šolo. Dva razreda gimnazije je končal v Novem mestu (tu se je seznanil z Otonom Župančičem),  vse ostale pa v Ljubljani. Na Dunaju je študiral medicino in po promociji leta 1903 postal zdravnik v Ljubljani, nato v Bovcu, pri Sv. Trojici v Slovenskih goricah, ter od 1914 dalje v Ljubljani, kjer je od 1919 do 1922 vodil mestno bolnišnico in Društvo slovenskih leposlovcev. Med letoma 1922 in 1923 se je v Münchnu specializiral iz zobozdravstva ter nato opravljal zobozdravniški poklic v Gorici ter od 1929 dalje v Ljubljani. V Bovcu in Slovenskih goricah je bil kot liberalec vključen v Narodnoobrambni boj. Med okupacijo je bil v OF, leta 1943 so ga Nemci na poti na osvobojeno ozemlje ujeli ter ga leta 1944 internirali v Dachau. Tam je bil najstarejši jetnik, deloval pa je tudi kot zdravnik. Leta 1945 je bil imenovan za častnega profesorja Medicinske fakultete v Ljubljani za zasluge pri njeni ustanovitvi 1919. Od 1945 do 1949 je honorarno vodil Centralno medicinsko knjižnico in vmes 1946-47 urejal Zdravstveni vestnik.
Po njem se danes imenuje Kulturno-umetniško društvo Kliničnega centra in Medicinske fakultete dr. Lojz Kraigher.
Njegov ded Jurij (Giorgio di Giorgio) Kraigher (1812-1905), rojen v furlanskem mestecu Ligosullo, se je naselil na Postojnskem in si s tem pridobil sloves utemeljitelja znamenite »slovenske dinastije Kraigherjev«. Bolj znani sorodniki Alojza Kraigherja so (bili) bratranec George/Jurij/Žore Kraigher - pilot; Boris Kraigher (sin), Dušan Kraigher-Jug (sin), Uroš Kraigher (sin), Nada Kraigher (nečakinja), Vito Kraigher (nečak), Sergej Kraigher (nečak), Živa Kraigher (nečakinja), Metka Kraigher Hozo, Maja Kraigher in Hojka Kraigher (vnukinje).

## Delo
Kraigher je kot pisatelj in dramatik analiziral družbene razmere pred prvo svetovno vojno in po njej. Je predstavnik psihološko poglobljenega naturalizma z močno erotično motiviko. Erotiko in izobraženstvo obravnava na podlagi deterministične miselnosti z nekaterimi novoromantičnimi primesmi.
Začetki Kraigherjevega književnega ustvarjanja segajo v gimnazijska leta, ko je bil sprejet v ljubljansko dijaško literarno društvo Zadruga, kjer se je družil s predstavniki moderne, Kettejem, Župančičem in zlasti s Cankarjem, s katerim je imel do njegove smrti občasno tesne stike. Kratko prozo je začel objavljati pod različnimi psevdonimi (J. A. Možin, Emil Palunko, Alojzij Poljak ...), sprva v Slovenskem narodu(1896), nato v Slovenki in Ljubljanskem zvonu, kasneje v Slovanu. Že v zgodnji prozi se pojavljajo erotične teme; te je v kasnejših dramskih in pripovednih delih širil in poglabljal (noveli Peter Drozeg, 1916; Matej in Matilda, 1927). Zgodnje kratke povesti in novele, po večini predelane, nekatere pa preimenovane, je izdal kasneje v zbirki Novele.
Največji uspeh je dosegel z dramo v treh dejanjih Školjka (1911, in nova izdaja, prirejena za oder, 1923), ki pogumno razčlenjuje ljubezenske in spolne odnose v malomeščanski družbi, obsoja dvojno moralo in se zavzema za pravico žene do svobode in neodvisne izbire ljubezni. Glavna junakinja Pepina se sooča z etično dilemo: živeti v sponah na pogled urejenega zakona brez ljubezni ali živeti svobodno življenje in uživati prvinsko ljubezen izven zakona.
S posebno drznostjo in brezobzirnostjo, ki jo je pohvalil I. Cankar v kritiki Školjke, se je Kraigher lotil življenja malomeščanstva v Slovenskih goricah v romanu Kontrolor Škrobar (1914, predelana izdaja 1950). V njem je v prvi vrsti pokazal politične spopade z nemškutarji na Štajerskem. Glavna oseba romana, Arnošt Škrobar, zajeta iz resničnega življenja (pisatelj naj bi delno upodobil sodnika Ožbalta Ilauniga), je tragikomična figura podeželskega polizobraženca, ki se izmika političnim in narodnostnim spopadom ter se rajši izživlja z ženskami, nazadnje pa kot narodni izdajalec bedno konča svoje životarjenje s samomorom. V tem družbenopolitičnem in ljubezenskem romanu je Kraigher ustvaril sliko malomeščanskega gnezda v Slovenskih goricah istočasno pa dodal nemško gospodarsko izkoriščanje slovenskega ljudstva.
Erotično življenje ljubljanske malomeščanske mladine je orisal v romanu Mlada ljubezen (Ljubljanski zvon 1917–18, v knjigi 1923). Globje analize meščanske družbe roman ne podaja, prikazuje v glavnem skupino mladih ljudi, ki jim je edino početje seksualno izživljanje.
Kraigher je nekajkrat poskušal prikazati človeško podobo Ivana Cankarja, svojega prijatelja in pisateljskega tovariša. Njegovo umetniško in človeško usodo je upodobil v drami Umetnikova trilogija, o njem pa je napisal tudi obsežno monografijo. Zapletenost človeškega življenja v odvisnosti od usodnejših sil, kakor je spolnost, je obdelal v vojni drami iz življenja v bolnišnici Na fronti sestre Žive (1929).
Roman Krista Alba ali Krik v nebo je ostal v rokopisu. V letih 1934–35 je objavil samo nekaj odlomkov. V tem romanu je zajeto življenje goriškega dekleta v italijanski javni hiši, ki hrepeni po svojem domu.
Po pisateljevi smrti je izšla knjiga Na robu življenja (uredil Stane Melihar, 1961), v kateri je bila prvikrat v celoti objavljena partizanska in taboriščna proza, predvsem Fragment iz dachauskih ječ: Kraigher se je tega pisanja lotil po branju in poslušanju toliko napačnih in krivičnih sodb o internacijah in interniranih, delo pa je zaradi dachauskih sodnih procesov ostalo nedokončano.
V letih 1975–1989 je bil ponatisnjen, deloma pa tudi prvič objavljen celotni opus Lojza Kraigherja v desetih knjigah zbirke Zbrana dela slovenskih pesnikov in pisateljev.
Leta 1958 je prejel Prešernovo nagrado za življenjsko delo.

## O njem
- Dušan Moravec: Lojz Kraigher. Ljubljana: Državna založba Slovenije, 1990. (COBISS)
- Evald Koren: Kraigherjeva pozna pripovedna proza in evropski naturalizem. Doktorska disertacija, 1978. (COBISS)
- Anton Dolenc: Dr. Lojz Kraigher – oče slovenske medicinske fakultete. Medicinski razgledi 19/4 (1980). (COBISS)
- Zvonka Zupanič Slavec: Dr. Lojz Kraigher – pisatelj, zdravnik, politik. Med medicino in literaturo (1995). (COBISS)